# Rebekka Ziegler

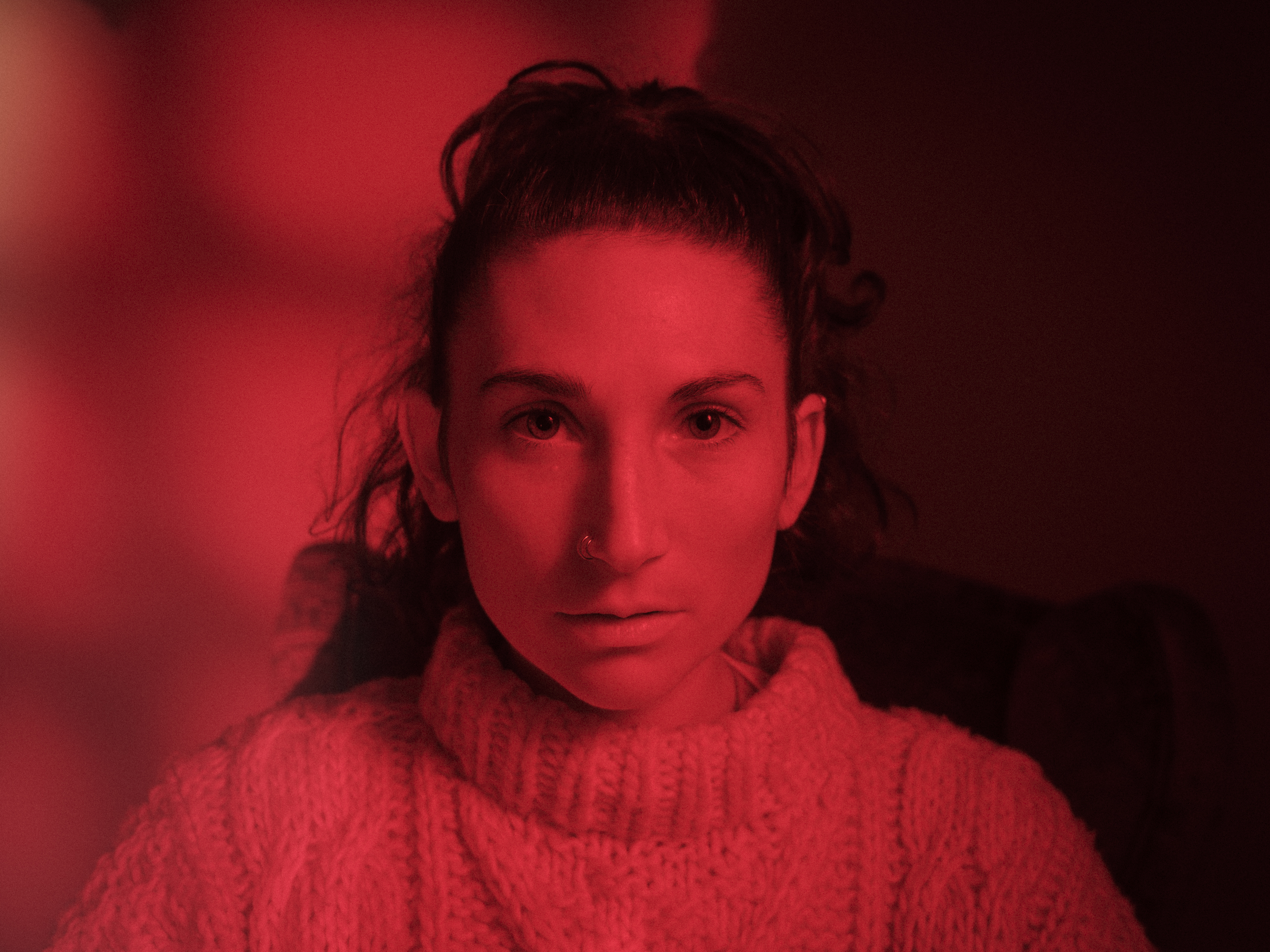
Rebekka Salomea Ziegler

Rebekka Salomea Ziegler (* 2. Oktober 1991 in Herbolzheim) ist eine deutsch / US-amerikanische Sängerin, Songwriterin und Komponistin, die sich vor allem in den Bereichen Contemporary R&B, Hip-Hop, Jazz und experimentelle Musik bewegt. Sie lebt in Köln.

## Leben
Rebekka Salomea Ziegler wurde in Herbolzheim geboren und wuchs in Schwanau und Lahr im Ortenaukreis in einer Musikerfamilie auf. Als Tochter der amerikanischen Klarinettistin Lisa Klevit-Ziegler und des deutschen SWR-Hornisten Horst Ziegler begann Rebekka ihre musikalische Laufbahn mit der Querflöte. Mit acht Jahren begann sie in Chören zu singen. 2011 absolvierte sie das Abitur am Max-Planck-Gymnasium in Lahr.
Von 2012 bis 2013 war Ziegler Teilnehmerin am Vorstudium Jazz der Jazzhausschule Köln bei André Nendza und Matthias Göbel und ab  2013 bis 2019 studierte sie an der Hochschule für Musik und Tanz Köln Jazz- und Popgesang bei Anette von Eichel, Susanne Schneider, Sebastian Gramss, Jonas Burgwinkel und Niels Klein. In den Jahren 2017 und 2018 war sie mit dem ERASMUS-Programm am Rytmisk Musikkonservatorium in Kopenhagen. 2014–2016 war sie Mitglied im Bundesjazzorchester unter der Leitung von Jiggs Wigham, Niels Klein, John Hollenbeck und Jörg Achim Keller und tourte u. a. nach Italien und Russland. Seit 2020 tritt sie im Duo mit dem Trompeter Pablo Giw auf. Im gleichen Jahr erhielt sie einen Kompositionsauftrag zum Jubiläum des 250. Geburtstags von Ludwig van Beethoven. Seit Sommer 2020 ist sie Dozentin für Jazz- und Pop-Gesang an der Hochschule für Musik und Tanz in Köln.

## Engagement in verschiedenen Formationen
Rebekka Salomea Ziegler war an der Gründung verschiedener Formationen beteiligt.

### Salomea
2014 gründete Ziegler zusammen mit Yannis Anft, Leif Berger, Oliver Spielberger und Nick Reinartz die Band Salomea, anfangs als Quintett. Die Formation ist mit Konzerten im In- und Ausland aktiv, wie dem Moers Festival, Pop Köln, Leipziger Jazztage, Avignon Jazzfestival, Resonanzen Festival, Cologne Open, Joe Festival, Jazzablanca.
2016 wurde die Band in ein Quartett umstrukturiert mit Oliver Lutz am Bass. Im selben Jahr erhielt die Band ein Stipendium der Werner Richard – Dr. Carl Dörken Stiftung.
2018 erreichte Salomea das Finale des Neuen Deutschen Jazzpreises. Im gleichen Jahr erschien das Debüt-Album Salomea (Klaeng Records). 2020 folgte das Album Bathing in Flowers (Enja/yellowbird).

### Of Cabbages and Kings
2015 gründete Ziegler zusammen mit Veronika Morscher, Sabeth Pérez und Laura Totenhagen die A-Cappella-Formation Of Cabbages and Kings, mit der sie 2018 das Album Aura herausbrachte.

## Diskographische Hinweise
- 2015 Salomea Project Empress[18]
- 2018 Salomea (Klaeng Records, mit Yannis Anft, Oliver Lutz, Leif Berger sowie Niels Klein)
- 2018 Of Cabbages and Kings Aura (Klaeng Records)
- 2020 Salomea Bathing In Flowers (Enja & yellowbird)
- 2020 Salomea & ToyToy „Playdate“ (Single)[19]
- 2021 Salomea und Gianni Brezzo: „Boss Time“ (Single papercup records)
- 2021 Salomea und Gianni Brezzo: „Mercury“ (Single papercup records)
- 2021 Salomea & ToyToy „Breathe“ (Single feat – NDR Bigband)

### Als Sidewoman
- 2018 Bujazzo: 30 Jahre Bundesjazzorchester
- 2018 Anthony Greminger: Oberkampf
- 2019 fx.LAB Lab.Calling feat. Sebastian Gille & Leif Berger
- 2020 Leif Berger: My Past Life in a Nutshell